# (162015) 1994 TF2
1994 تي أف 2 (ويعرف أيضًا باسم (162015) 1994 تي أف 2 وفق تسمية الكوكب الصغير) (بالإنجليزية: 1994 TF2)‏ هو كويكب ضمن حزام الكويكبات؛ وترتيبه 162015 من حيث الاكتشاف.
اكتُشف هذا الجُرم الفلكي بواسطة روبرت إتش ماكنوت في 5 أكتوبر 1994.

## وصلات خارجية
- (162015) 1994 TF2 في قاعدة بيانات مختبر الدفع النفاث لأجرام النظام الشمسي الصغيرة

- الاكتشاف · مخطط المدار ·  العناصر المدارية · المعلمات المادية

- (162015) 1994 TF2 على موقع ويكي سكاي: DSS2, SDSS, GALEX, IRAS, Hydrogen α, X-Ray, Astrophoto, Sky Map, Articles and images